# Молекуларна генетика
Молекуларна генетика је област биологије која на молекуларном нивоу проучава структуру и функцију гена, користећи методе молекуларне биологије и генетике. Проучава хромозоме и експресију гена. Може дати увид у наслеђе, генетичке варијације и мутације, због чега је корисна у проучавању, разумевању и лечењу генетских болести.

## Технике у молекуларној генетици

### Умножавање
Умножавање или амплификација гена представља вишеструку репликацију одређеног гена или ДНК секвенце у процесу који се зове репликација ДНК.

#### Реакција ланчане полимеризације
Главне генетичке компоненте реакције ланчане полимеризације (PCR) су ДНК нуклеотиди, шаблони ДНК, прајмери и Taq полимераза. ДНК нуклеотиди чине ланац ДНК шаблона за специфичну секвенцу која се репликује, док су прајмери су кратки ланци комплементарних нуклеотида где почиње репликација ДНК. Taq полимераза је топлотно стабилан ензим који скоковито покреће продукцију нових молекула ДНК на високим температурама потребним за реакцију.

#### Клонирање бактеријске ДНК
Клонирање је процес стварања великог броја идентичних копија секвенце ДНК. Циљна ДНК секвенца се убацује у вектор клонирања који потиче од самореплицирајућег вируса, плазмида или више ћелије организма. Када је уметнута одговарајућа секвенца ДНК, циљни и векторски фрагменти ДНК се везују чиме се добија рекомбинантни ДНК молекул. Молекул рекомбинантне ДНК се затим убацује у бактеријски сој (обично E. coli) који путем транформације производи неколико идентичних копија селектоване секвенце. Трансформација представља механизам којим бактерије уносе одређену ДНК из околине у своје геноме. Унутар једне бактеријске ћелије може бити клонирана само једна рекомбинантна ДНК.

### Раздвајање и детекција
При раздвајању и детекцији, ДНК и иРНК се изолују из ћелија и једноставно детектују изолацијом. Да би се обезбедиле спремне ћелије за изолацију, узгајају се одговарајуће ћелијске културе.

#### Ћелијске културе
Култура ћелија за молекуларну генетику представља културу која се узгаја у вештачким условима. Постоје различите технике за сваки тип ћелије. Тако, неке врсте ћелија добро расту у културама, као што су ћелије коже, док друге ћелије нису тако продуктивне у ћелијским културама. Недавно су пронађене технике које подстичу раст матичних и нервних ћелија. Културе за молекуларну генетику су замрзнуте како би се сачувале све копије узорка гена и одмрзнуле само када је то потребно, што омогућава стабилно снабдевање ћелијама.

#### Изолација ДНК
Изолацијом ДНК се из ћелије екстрахује ДНК у чистом облику. Прво се ДНК одваја од ћелијских компоненти као што су протеини, РНК и липиди. То се постиже постављањем изабраних ћелија у тубу са раствором који механички и хемијски отвара ћелије. Овај раствор садржи ензиме, хемикалије и соли, који разграђују све ћелијске компоненте осим ДНК. Садржи ензиме за растварање протеина, хемикалије које уништавају све присутне типове РНК, и соли које помажу да се ДНК изолује из раствора. Затим се раствор центрифугира, што омогућава да се ДНК сакупи на дну епрувете. Након центрифугирања, раствор се одлије, а ДНК се ресуспендује у другом раствору, ради лакшег даљег рада. На овај начин добијен је концентровани узорак ДНК који садржи хиљаде копија сваког гена. За велике пројекте као што је секвенцирање људског генома, сав овај посао обављају роботи.

#### Изолација иРНК
ДНК која кодира синтезу протеина је крајњи циљ за научнике и та експримирана ДНК се добија изоловањем иРНК (информациона РНК). Лабораторије користе нормалну ћелијску модификацију иРНК, којој се додаје до 200 аденинских нуклеотида на крају молекула (поли (А) реп). Након додања, ћелија пуца и њен садржај се излаже синтетичким куглицама које су обложене тиминским нуклеотидима. Будући да се у молекулу ДНК, аденин и тимин везују водоничним везама, поли (А) реп и синтетичке куглице се привлаче и везују. Након везивања, ћелијске компоненте се могу испрати без уклањања иРНА. Када је иРНА изолована, прво се користи ензим реверзна транскриптаза која је преводи у једноланчану ДНК, из које се затим производи стабилна дволанчана ДНК коришћењем ензима ДНК полимеразе. Комплементарна ДНК (цДНК) је много стабилнија од иРНК. Произведена дволанчана ДНК представља ДНК секвенце које се фенотипски испољавају.

## Генетички снимци

### Рана генетика
Ова техника се користи за идентификацију гена или генетичких мутација који производе одређени фенотип. За убрзавање овог процеса се врло често користи неки од мутагених агенаса. Када су изоловани, мутирани гени се могу молекуларно идентификовати.
Засићена рана генетика је метода где се одређени организам излаже мутагеном агенсу, да би се затим пратили односи одређених фенотипа у потомству. Овај тип генетског скрининга се користи за проналажење и идентификацију свих гена укључених у одређену особину.

### Реверзна генетика
Реверзна генетика одређује фенотип који је резултат специфично пројектованог гена. Код неких организама, као што су квасци и мишеви, могуће је изазвати делецију одређеног гена, стварајући нешто што је познато као генетички "нокаут" - лабораторијско порекло тзв. "нокаут мишева" за даље истраживање. Другим речима, овај процес укључује стварање трансгених организама који не испољавају ген од интереса. Алтернативне методе реверзног генетичког истраживања укључују насумичну индукцију делеције ДНК и накнадну селекцију за делеције у гену од интереса, као и примену интерференције РНК.

## Генетичка терапија
Мутација у гену може узроковати поремећаје кодираних протеина и ћелија које се ослањају на те протеине. Стања повезана са мутацијама гена називају се генетички поремећаји. Међутим, мутирање гена се може користити и за лечење одређених болести. Генетичка терапија се може користити за замену мутираног гена са исправном копијом гена, за инактивацију или "нокаут" експресије неисправног гена или за увођење страног гена у тело. Главне болести које се могу лечити генетичком терапијом јесу вирусне инфекције, рак и наследни поремећаји, укључујући поремећаје имуног система.
Генетичка терапија, преко модификованог вируса или вектора, уноси копију несталог, мутираног или жељеног гена у циљне ћелије пацијента, тако да се функционална форма протеина тада може произвести и уградити у тело. Ови вектори су често миРНК. Лечење може бити in vivo или ex vivo. Терапија се мора поновити неколико пута да би пацијент био стабилан, јер стално ћелијско дељење и смрт утичу на однос функционалних и мутираних гена. Генетичка терапија представља атрактивну алтернативу у односу на примену лекова, јер она директно поправља генетички дефект користећи пацијентове ћелије са минималним контраиндикацијама. Генетичке терапије су још увек у развоју, углавном се користе само у истраживачким третманима, а у Србији још нису актуелне. Све експерименте и производе контролишу одређени државни органи.
Класичне генетичке терапије обично захтевају ефикасан трансфер клонираних гена у болесне ћелије, тако да уведени гени буду експримирани на довољно високим нивоима на којима се мења физиологија пацијента. Постоји неколико различитих физичко-хемијских и биолошких метода које се могу користити за пренос гена у људске ћелије. Величина фрагмената ДНК који се могу пренети је врло ограничена, а често пренесени ген није конвенционални ген. Хоризонтални трансфер гена је пренос генетичког материјала из једне ћелије у другу, која није њено потомство. Вештачки хоризонтални трансфер гена је облик генетичког инжењеринга.

## Пројекат хуманог генома
Пројекат хуманог генома је пројекат молекуларне генетике који је започео 1990-их и предвиђено је да ће трајати петнаест година. Међутим, захваљујући технолошком напретку пројекат је завршен 2003. године. Пројекат је покренуло Министарство енергетике САД и Национални институт здравља у САД, у настојању да достигну шест постављених циљева. Ови циљеви су укључивали:
- идентификовање 20.000 до 25.000 гена у хуманој ДНК (иако су почетне процене биле приближно 100.000 гена),
- одређивање секвенци хемијских базних парова у хуманој ДНК,
- чување свих пронађених информација у бази података,
- побољшање алата који се користе за анализу података,
- преношење технологија у приватне секторе, и
- бављење етичким, правним и социјалним питањима (ЕЛСИ) која могу произаћи из пројеката.

На пројекту је радило осамнаест различитих земаља, укључујући Сједињене Америчке Државе, Јапан, Француску, Немачку и Велику Британију. Заједнички пројекат је резултирао откривањем многих предности молекуларне генетике. Открића у областима као што су молекуларна медицина, нови извори енергије и примене у заштити животне средине, ДНК форензика и сточарство, само су неке од користи које молекуларна генетика може пружити.